# Осада Годесберга

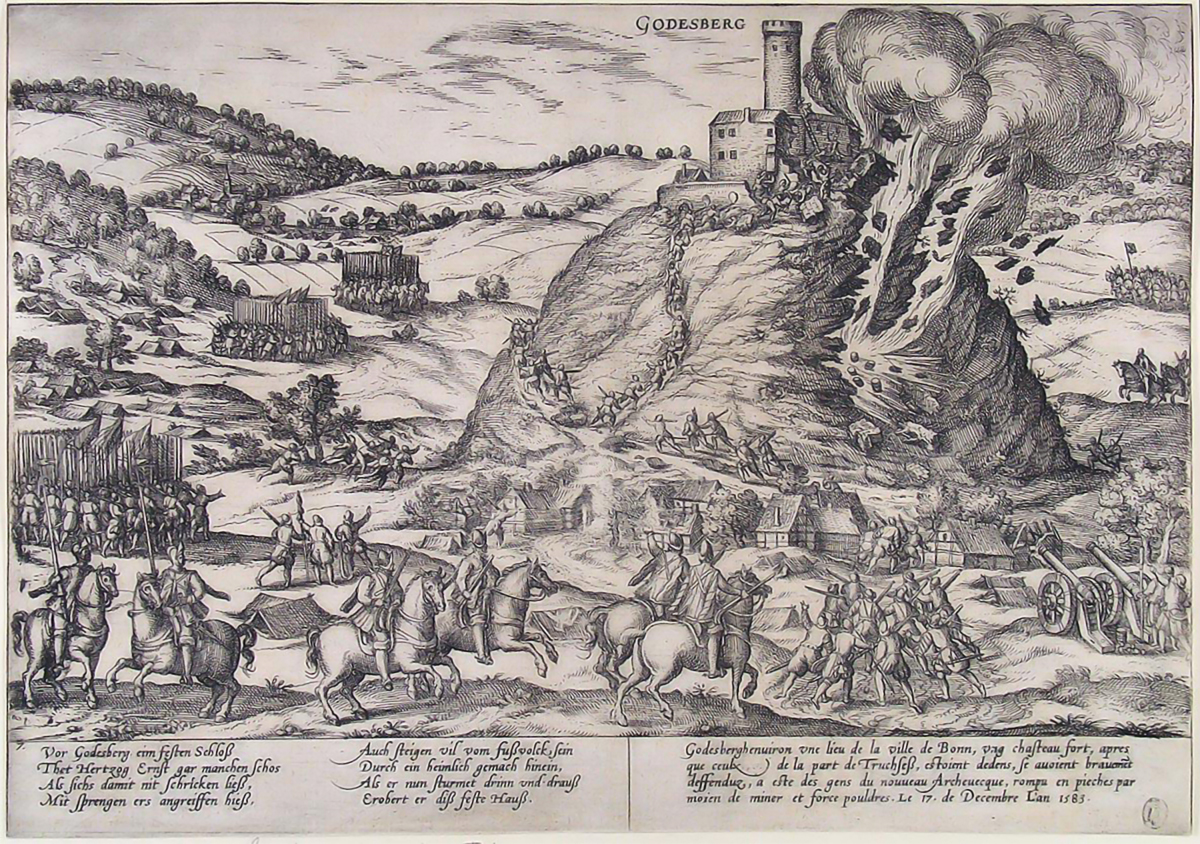

Осада Годесберга (18 ноября — 17 декабря 1583 года) стала первой крупной осадой за время Кёльнской войны (1583—1589). Стремясь установить контроль над важным укреплением, баварские солдаты и наёмники окружили Годесберг и расположенное у подножия поселение, ныне известное как Бад-Годесберг. На вершине горы стоял замок Годесбург, построенный в начале XIII века.
Возвышаясь над долиной Рейна, замок занимал стратегическое положение по отношению к дорогам, ведущим в Бонн, столицу Кёльнского курфюршества, и Кёльн, экономический центр региона. Со временем стены замка были значительно укреплены, а башни достроены. В XIV веке были достроены жилые помещения и главная башня, ставшая местом хранения архивов и ценностей. К середине XVI века замок считался практически неприступным и стал символом двоевластия курфюрстов и архиепископов Кёльна, одной из самых богатых церковных территорий в Священной Римской империи. Кёльнская война, вражда между протестантским курфюрстом Гебхардом фон Вальдбургом и католическим курфюрстом Эрнстом Баварским, стала одним из раскольнических эпизодов в истории княжества.
В ноябре 1583 года Годесбург подвергся нападению со стороны баварских войск. Замок успешно противостоял длительному обстрелу. Однако сапёры прорыли туннель в основании горы, разместили там 1500 фунтов (680 кг) пороха и взорвали значительную часть укреплений. В результате взрыва погибла также значительная часть обороняющихся войск, но обломки от взрыва мешали нападавшим, поэтому оставшиеся защитники продолжили сопротивление. Только тогда, когда часть нападавших вошла во внутренний двор замка, баварцы смогли сломить защитников. Командующий и часть выживших укрылись в главной башне; с помощью заложников командующему удалось обеспечить безопасность для себя, жена и лейтенанта. Остальные были убиты. На следующий месяц соседний Бонн напал на баварцев.

## История конфликта
В XVI веке два кёльнских архиепископа перешли в протестантизм. Херман фон Вид, перейдя в протестантизм, оставил пост архиепископа. Гебхард фон Вальдбург, перейдя в 1582 году в кальвинизм, не стал отказываться от епископской власти. Тогда священнослужители Кёльнского собора избрали другого архиепископа — Эрнста Баварского, из дома Виттельсбахов. Это привело к Кёльнской войне (1583—1589).
Сначала в противостояние архиепископов Кёльна были втянуты только их войска; однако уже через несколько месяцев в конфликт были втянуты Курпфальц на стороне протестантов и Бавария на католической стороне. Итальянские наёмники, нанятые с помощью папского золота, усилили католическую сторону. В 1586 году Южные Нидерланды также присоединились к противоборству на стороне Эрнста Баварского, а король Франции Генрих III и королева Англии Елизавета I высказались в поддержку протестантов.
Основной причиной вражды послужил конфликт интересов сенешалей дома Вальдбургов и герцогов дома Виттельсбахов, получивший религиозный подтекст. Конфликт имел далеко идущие последствия в политической, социальной и династической составляющих равновесия Священной Римской империи. Он также стал проверкой на прочность для Аугсбургского соглашения 1555 года. Аугсбургское соглашение установило гарантии свободы вероисповедания для имперских сословий (курфюрстов, светских и духовных князей, свободных городов и имперских рыцарей). Каждый субъект империи мог свободно перейти из католичества в лютеранство или обратно. Подразумевалось, что каждый правитель сам определяет вероисповедание в своих владениях. Однако, «духовная оговорка» в соглашении требовала в случае перехода епископа в лютеранство отрешения его от власти. Таким образом гарантировалось сохранение за католиками всех духовных владений, существовавших на 1552 год.

## Замок
Строительство замка Годесбург было начато 15 октября 1210 по приказу Дитриха Хайнсберга, архиепископа Кёльна, который в то время сам боролся за сохранение своей позиции. Несмотря на то, что в 1212 году архиепископ всё-таки был свергнут, его преемники закончили строительство и даже расширили крепость. Замок позиционировался в летописях последующих веков как символ мощи архиепископов Кёльна во время многочисленных стычек за региональную власть в светских и церковных вопросах. Кроме того, к концу XIV века, крепость стала местом хранения архивов и ценностей. К середине XVI века, когда были достроены жилые помещения, замок стал постоянным местом пребывания курфюрстов.
Первоначально крепость строилась в средневековом стиле. В годы правления Зигфрида фон Вестербурга (1275—1295) стены замка успешно выстояли после пяти недель осады герцогом Клеве. Последующие архиепископы продолжали усиливать оборону, укрепляя стены и достраивая главную башню, имевшую цилиндрическую форму. Помимо строительства небольших жилых помещений, также были проведены работы по сооружению подземелья и часовни. Стены стали зубчатыми и были усилены башнями, были построены наружные стены, улучшена дорога, превратившаяся в серию шпилек. К 1580 году замок стал не только резиденцией курфюрста, но и искусно сделанной каменной крепостью. Сохраняя общий средневековый характер, стиль замка подвергся влиянию итальянских военных архитекторов. Расположение на горе не позволяло строить укрепление в форме звезды, тем не менее его толстые, закруглённые стены и массивные железные шипованные ворота делали его достаточно защищённым. Замок возвышался над Рейном более чем на 100 метров, что значительно ослажняло его обстрел артиллерией. Дорога с крутыми поворотами делала тараны непрактичными. Кроме того, повороты хорошо просматривались со стен, что делало опасным любое наступление. Защитники могли вести огонь по нападавшим под разными углами.
Укрепления подобного типа делали войну в XVI веке значительно сложнее и дороже. Для победы стало недостаточно разгромить армию противника. Требовалось провести армию из одного укреплённого и вооружённого города в другой и потратить некоторое время и деньги на захват. Если демонстрацией силы не удавалось заставить город сдаться, то начиналась его осада, превращающая последний в руины. Если город сдавался, то на него перекладывались все расходы на содержание армии победителя, однако, солдатам не позволялось грабить. В противном случае, при штурме солдатам разрешались мародёрство и грабежи.

## Осада
13-14 ноября 1583 года Фердинанд Баварский (брат Эрнста) и герцог Аренберг захватили замок курфюрста в Поппельсдорфе. 18 ноября началась осада Годесбурга. Замок был значительно лучше укреплён, нежели захваченный в Поппельсдорфе, и имел стратегическое значение для последующего нападения на Бонн, столицу курфюршества.